# Cristina Scolari
Pour les articles homonymes, voir Scolari.
Cristina Scolari, née le 13 août 1972, est une coureuse de fond italienne spécialisée en course en montagne et en raquette à neige. Elle est championne du monde de raquette à neige 2007 et a remporté la Coupe d'Europe de raquette à neige 2007.

## Biographie
Le 6 janvier 2006, elle crée la surprise en s'imposant à la Ciaspolada, profitant de la chute de la favorite Asha Tonolini. Elle réitère sa victoire en 2007 et remporte la Coupe d'Europe de la spécialité. Elle prend le départ des championnats du monde de raquette à neige le 1er avril à Dachstein. Elle effectue une excellente course et franchit la ligne d'arrivée avec plus de 4 minutes d'avance sur la Suissesse Sandrine Schornoz, remportant ainsi le titre mondial.
Le 30 juillet 2009, elle termine 22e des championnats du monde de course en montagne à Premana. À la suite de la disqualification d'Elisa Desco, elle est reclassée 21e mais permet à l'Italie d'obtenir la médaille d'argent par équipes avec Valentina Belotti et Maria Grazia Roberti.
Elle connaît son meilleur résultat aux championnats d'Europe de course en montagne 2010 à Sapareva Banya où elle termine sixième et remporte la médialle d'or par équipes avec Valentina Belotti et Antonella Confortola.

## Vie privée
Elle est la belle-sœur du coureur de fond Andrea Agostini.

## Palmarès

### Course en montagne
| no  | féminin            | Course                                                      | Longueur | Départ            | Temps           |
| --- | ------------------ | ----------------------------------------------------------- | -------- | ----------------- | --------------- |
| 1re | Médaille d'or      | Scalata dello Zucco                                         | 7 km     | 9 juillet 2006    | 46 min 45 s     |
| 3e  | Médaille de bronze | Trophée Vanoni                                              | 5 km     | 22 octobre 2006   | 22 min 54 s     |
| 33e | Médaille d'or      | Trophée Nasego                                              | 17 km    | 25 mai 2007       | 1 h 33 min 20 s |
| 31e | Médaille d'or      | Trophée Nasego                                              | 17 km    | 18 mai 2008       | 1 h 35 min 36 s |
| 33e | Médaille d'argent  | Championnats d'Italie de course en montagne longue distance | 25 km    | 21 septembre 2008 | 2 h 0 min 36 s  |
| 1re | Médaille d'or      | Trophée Vanoni                                              | 5 km     | 26 octobre 2008   | 22 min 39 s     |
| 2e  | Médaille d'argent  | Trophée Vanoni                                              | 5 km     | 25 octobre 2009   | 23 min 6 s      |
| 6e  | 6e                 | Championnats d'Europe de course en montagne                 | 9 km     | 4 juillet 2010    | 40 min 33 s     |
| 2e  | Médaille d'argent  | Championnats d'Italie de course en montagne longue distance | 19,5 km  | 19 septembre 2010 | 45 min 58 s     |
| 3e  | Médaille de bronze | Trophée Vanoni                                              | 5 km     | 24 octobre 2010   | 23 min 23 s     |

### Raquette à neige
| no  | féminin            | Course                                    | Longueur | Départ          | Temps         |
| --- | ------------------ | ----------------------------------------- | -------- | --------------- | ------------- |
| 24e | Médaille d'argent  | Racchetteinvalle                          | 7,4 km   | 6 février 2005  | 30 min 14 s   |
| 57e | Médaille d'or      | La Ciaspolada                             | 8 km     | 6 janvier 2006  | 34 min 29 s   |
| 56e | Médaille d'or      | La Ciaspolada                             | 5,9 km   | 6 janvier 2007  | 23 min 53 s   |
|     | Médaille d'or      | Racchetteinvalle                          | 7,4 km   | 11 février 2007 | 32 min 39 s   |
|     | Médaille d'or      | Championnats du monde de raquette à neige | 11 km    | 1er avril 2007  | 1 h 6 min 2 s |
| 50e | Médaille d'argent  | La Ciaspolada                             | 6,2 km   | 6 janvier 2008  | 22 min 38 s   |
| 53e | Médaille d'argent  | La Ciaspolada                             | 8 km     | 4 janvier 2009  | 31 min 42 s   |
| 57e | Médaille de bronze | La Ciaspolada                             | 7,65 km  | 6 janvier 2010  | 36 min 25 s   |
| 43e | Médaille de bronze | La Ciaspolada                             | 8 km     | 6 janvier 2011  | 28 min 57 s   |